# Робертсфорш
Робертсфорш (на шведски: Robertsfors) е град в североизточна Швеция, лен Вестерботен. Главен административен център на едноименната община Робертсфорш. Разположен е на около 5 km от брега на Ботническия залив. Намира се на около 580 km на североизток от централната част на столицата Стокхолм и на около 40 km на североизток от главния град на лена Умео. Населението на града е 2004 жители според данни от преброяването през 2010 г.

## История
Кръстен е на шотландеца Робърт Финли, който тук през 1751 г. открива работа по добив на желязо.

## Култура
От Робертсфорш е шведската дамска рок група „Сахара Хотнайтс“.